# Graphe de Wells
Le graphe de Wells est, en théorie des graphes, un graphe 5-régulier possédant 32 sommets et 80 arêtes.

## Propriétés

### Propriétés générales
Le diamètre du graphe de Wells, l'excentricité maximale de ses sommets, est 4, son rayon, l'excentricité minimale de ses sommets, est 4 et sa maille, la longueur de son plus court cycle, est 5. Il s'agit d'un graphe 5-sommet-connexe et d'un graphe 5-arête-connexe, c'est-à-dire qu'il est connexe et que pour le rendre déconnecté il faut le priver au minimum de 5 sommets ou de 5 arêtes.

### Coloration
Le nombre chromatique du graphe de Wells est 4. C'est-à-dire qu'il est possible de le colorer avec 4 couleurs de telle façon que deux sommets reliés par une arête soient toujours de couleurs différentes mais ce nombre est minimal. Il n'existe pas de 3-coloration valide du graphe.
L'indice chromatique du graphe de Wells est 5. Il existe donc une 5-coloration des arêtes du graphe telle que deux arêtes incidentes à un même sommet soient toujours de couleurs différentes. Ce nombre est minimal.

### Propriétés algébriques
Le polynôme caractéristique   de la matrice d'adjacence du graphe de Wells est : {\displaystyle (x-5)(x-1)^{10}(x+3)^{5}(x^{2}-5)^{8}}. Il existe trois autres graphes ayant le même spectre, l'ensemble des valeurs propres de sa matrice d'adjacence.